# Zwergbeutelmarder

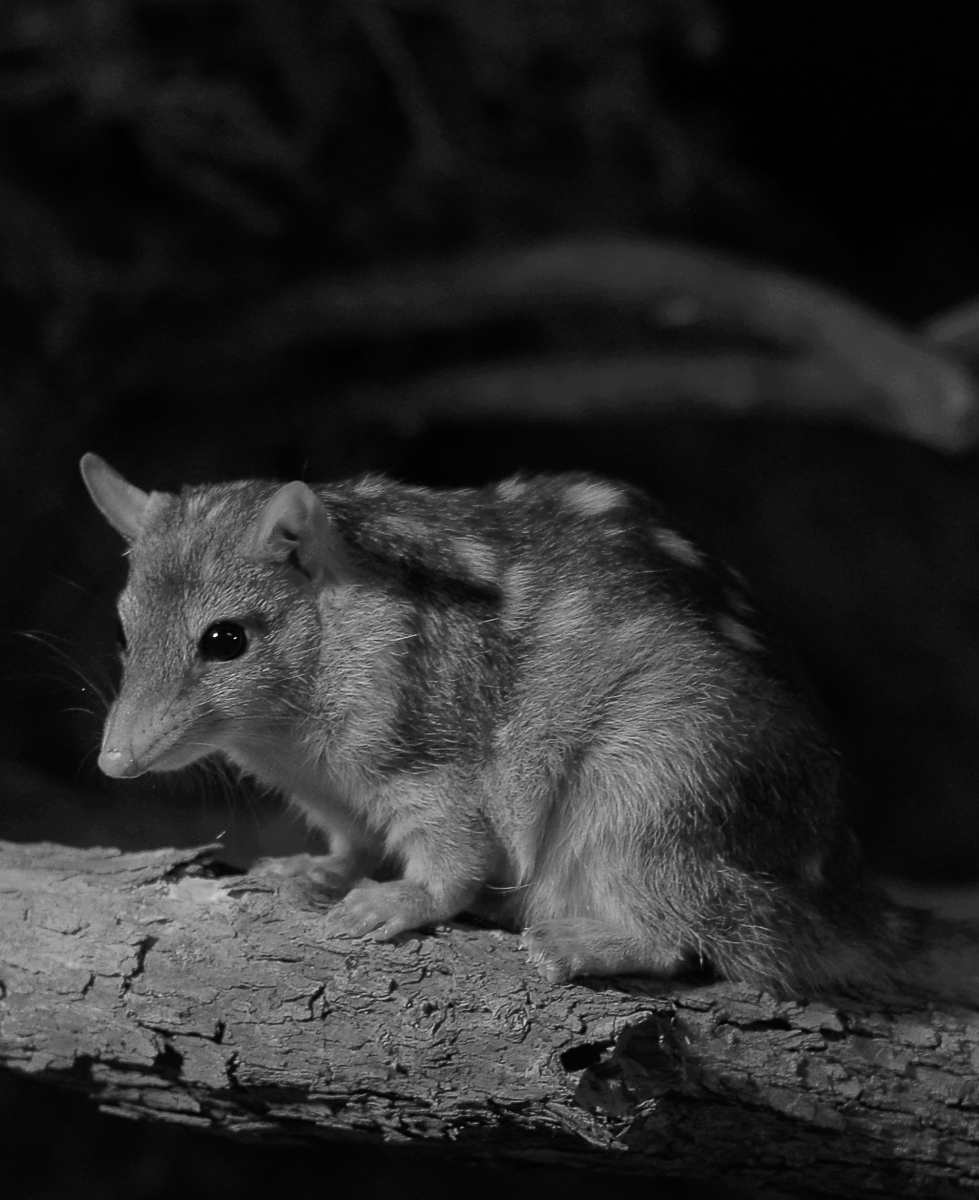
Zwergbeutelmarder

Der Zwergbeutelmarder oder Nördliche Beutelmarder (Dasyurus  hallucatus) ist eine Art aus der Familie der Raubbeutler.

## Merkmale
Mit einer Kopfrumpflänge von 12,5 bis 31 cm und einem Gewicht von 300 bis 900 g ist er der kleinste der australischen Beutelmarder. Die Männchen sind in der Regel etwas größer und schwerer als die Weibchen. Die Oberseite ist graubraun oder braun mit den für die Gattung typischen großen weißen Flecken, die Unterseite ist cremefarben oder weiß. Die Art unterscheidet sich von anderen Arten der Gattung durch die Merkmalskombination von ungeflecktem Schwanz und gerieften Fußballen an der fünfstrahligen Hinterextremität.

## Verbreitung
Ursprünglich war der Zwergbeutelmarder im gesamten Norden Australiens von der Pilbara-Region in Western Australia bis in den Südosten Queenslands verbreitet. Nach der Besiedlung des Kontinents durch die Europäer schrumpfte das Verbreitungsgebiet stark zusammen, allerdings später als bei nah verwandten Arten. Als eine der Ursachen dieses Rückgangs wird die Ausbreitung der 1935 eingeführten Aga-Kröte angesehen.
Heute kommt die Art nur noch in 6 Gebieten vor: der Hamersley Range, North Kimberley, der nördlichsten Spitze der Kap-York-Halbinsel, im Atherton Tableland, der Carnarvon Range und im äußersten Norden des Northern Territory.

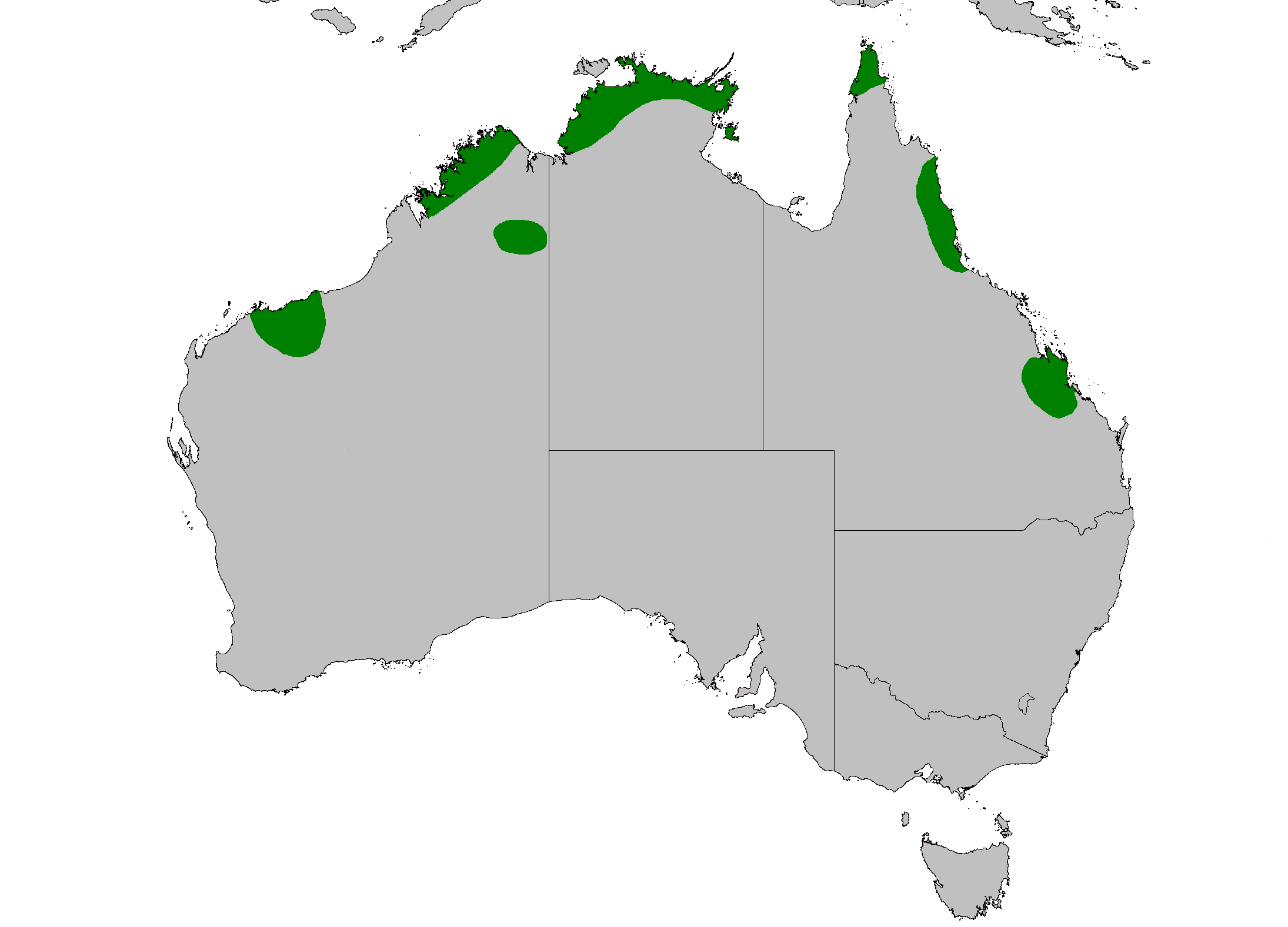
Verbreitung des Zwergbeutelmarders

## Lebensraum
Innerhalb des Verbreitungsgebietes werden sämtliche baumbestandenen Habitate als Lebensraum genutzt, die höchsten Populationsdichten werden in felsigen Gegenden sowie offenen Eukalyptus-Wäldern erreicht.

## Lebensweise
Obwohl der Zwergbeutelmarder hauptsächlich bodenlebend ist, ist er ein guter Kletterer und stärker baumlebend als andere Beutelmarderarten. Er ernährt sich von kleinen Säugern, Reptilien, Insekten, Honig und weichen Früchten. Als Raubfeinde treten vor allem Dingos und große Eulen auf, allerdings scheinen nur wenige Beutelmarder Fressfeinden zum Opfer zu fallen.

## Fortpflanzung
Männliche Zwergbeutelmader sterben an Überanstrengung und mangelndem Schlaf bereits nach einer einzigen Fortpflanzungsperiode (Semelparität), während Weibchen sich maximal vier Perioden lang paaren und fortpflanzen können.

## Gefährdung
Die IUCN listet den Zwergbeutelmarder als endangered (gefährdet).